# Line of Fire (jeu vidéo)
Line of Fire est un jeu de tir au pistolet optique développé par Sega et sorti en arcade en 1989. La conception de la borne d'arcade permet aux joueurs de s'asseoir tout en jouant au jeu avec des mitrailleuses à deux mains contrôlées par potentiomètre. Le jeu suit une unité de commando composée de deux hommes qui tentent de s'échapper d'une installation terroriste après avoir saisi un prototype d'arme.